# 터보펌프

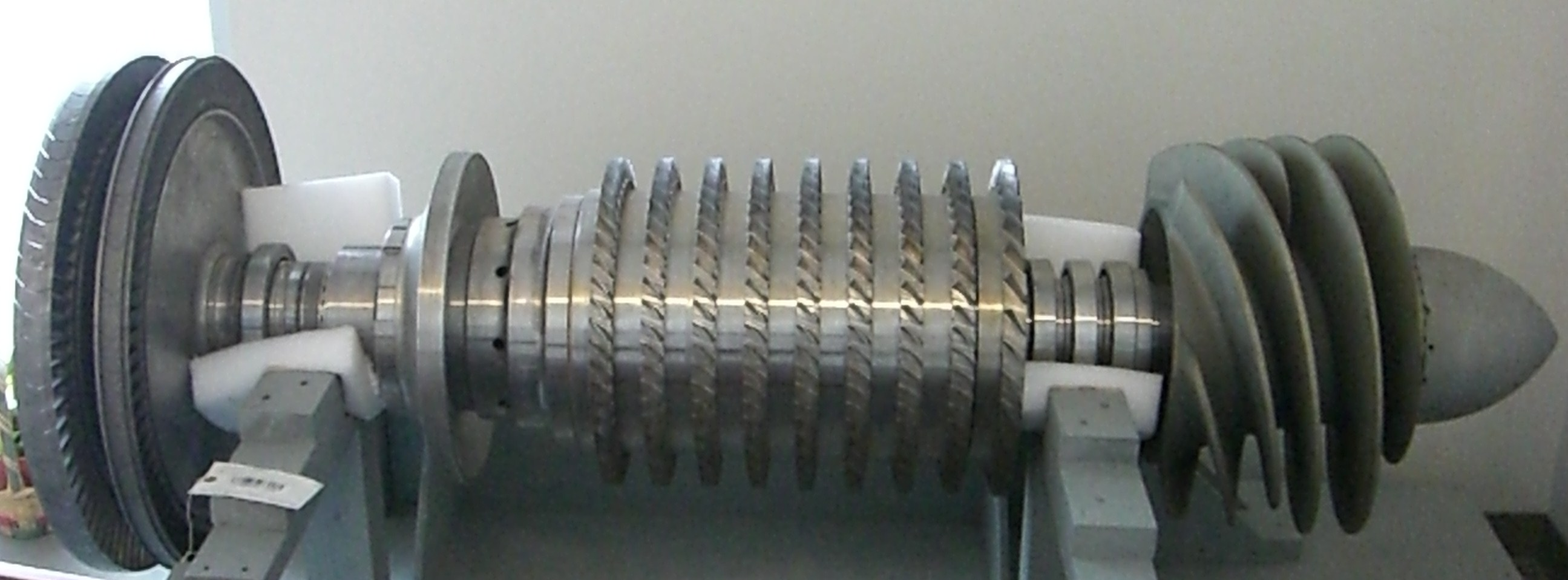
M-1 로켓엔진의 Axial turbopump

터보펌프는 로켓의 엔진에 사용되는 연료공급 장치이다. 연료를 엔진으로 보내는 기능을 한다. 기본적으로 원심 펌프 및 가스 터빈으로 구성되어있다.
터보펌프는 원심식, 축류식 두가지 종류가 있다. 축류식 터보펌프는 작은 직경이며 비교적 압력이 적어서 다단계 압축을 필요로 한다. 원심식 터보펌프는 고출력이지만, 직경이 크다.
높은 압력의 연료 분사는 고출력 엔진을 위한 고압력의 연소실(combustion chamber)에 사용된다.

## 역사
터보펌프는 원래 소방을 하기 위해 고출력의 물을 분사하기 위해 개발되었다.
로켓 엔진에의 첫 사용은, 독일의 V-2 로켓을 개발하던 중, 발터 티엘(Walter Thiel) 박사에 의해 고안되었다. 티엘 박사 이전에는 가압식 사이클이 사용되었다. 초기의 로켓 터보펌프는 소방용 터보펌프를 약간 개조한 것이었다.
로켓에 터보펌프를 사용함으로써 큰 변화가 있었다. 로켓의 출력이 중력장의 힘을 넘어서게 된 것이다.

## 같이 보기
- 터보팽창기
- 가압식 사이클
- 터보펌프식 사이클
  - 단계식 연소 사이클
  - 가스발생기 사이클
  - 팽창식 사이클